# Gardzin
Gardzin [pronunciación en polaco: /ˈɡard͡ʑ/] (en alemán: Gardin) es un pueblo ubicado en el distrito administrativo de Gmina Resko, dentro del Distrito de Łobez, Voivodato de Pomerania Occidental, en el norte de Polonia occidental. Se encuentra aproximadamente a 7 kilómetros (4 mi) al este de Resko, a 19 kilómetros al noroeste de Łobez, y a 73 kilómetros al noreste de la capital regional Szczecin.
Antes de 1945, el área fue parte de Alemania. Para la historia de la región, véase Historia de Pomerania.